# Бархатова, Клавдия Александровна
Кла́вдия Алекса́ндровна Ба́рхатова (7 ноября 1917, Нижний Тагил, Пермская губерния — 19 января 1990, Свердловск) — советский астроном. Известна как основатель и организатор Коуровской астрономической обсерватории, носящей её имя.

## Биография

К. А. Бархатова (в центре), С. В. Муратов (справа от Бархатовой)

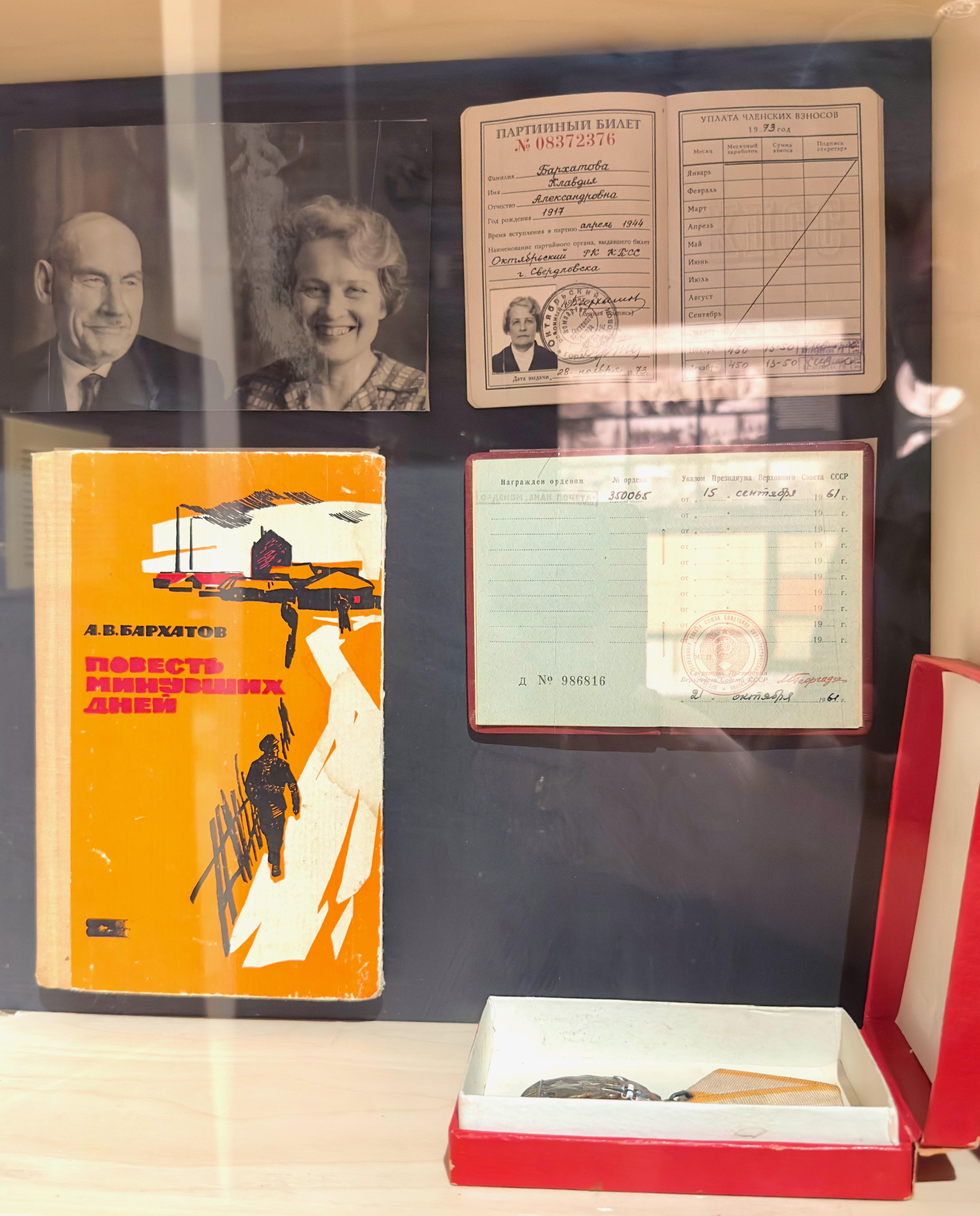
Партбилет и наградная книжка в экспозиции МИЕ

Родилась 7 ноября 1917 года в Нижнем Тагиле, в рабочей семье профессионального революционера-большевика А. В. Бархатова.
В 1941 окончила физико-математический факультет Уральского университета в Свердловске. После обучения в аспирантуре работала в том же университете. Сначала ассистент, затем доцент (1948) и профессор (1968).
В апреле 1949 года защитила кандидатскую диссертацию. Декан физико-математического факультета с 1951 по 1953 год. С 1951 года член Международного астрономического союза, Астрономического совета АН СССР, оргкомитета Комиссии № 37 («Звёздные скопления и ассоциации») МАС (1967—1976). С 1960 по 1986 год заведовала кафедрой астрономии и геодезии, восстановленной в Уральском университете по её инициативе. Окончила докторантуру при МГУ.
Организовала при университете строительство астрономической обсерватории (ст. Коуровка), после открытия обсерватории в 1965 году являлась её научным руководителем. Была членом Научно-технического и Научно-методического советов Минвуза СССР, членом Совета по астрономическим кадрам АН СССР, председателем рабочей группы «Звёздные скопления» Астросовета АН СССР. С 1969 по 1986 год — председатель Головного совета по астрономии Министерства высшего и среднего специального образования РСФСР.
К. А. Бархатова — автор «Атласа диаграмм „цвет — величина“ рассеянных звёздных скоплений» (т. 1-4) и более 150 научных работ.
Награждена орденом «Знак Почёта» (1961), медалью «За трудовое отличие» (1967), «Ветеран труда» (1984).
Скончалась в 1990 году, похоронена на Широкореченском кладбище Екатеринбурга.

## Память
Одно из рассеянных звёздных скоплений названо её именем («Бархатова-2»). В 1995 году решением Международного астрономического союза в честь К. А. Бархатовой названа малая планета (5781) Бархатова (открыта выпускницами кафедры Г. Р. Кастель и Л. В. Журавлёвой 24 сентября 1990 года). Учёный совет Уральского государственного университета по представлению Учёного совета Физического факультета учредил стипендию имени профессора Бархатовой К. А. (специальность астрономогеодезия) для поощрения лучших студентов 3 и 4 курсов, 1 курса магистратуры физического факультета УрГУ.

## Публикации
- Атлас диаграмм цвет-светимость рассеянных звёздных скоплений. Т. 1-4. — М., 1958—1963.